# イースト・アングリア大学
イースト・アングリア大学(University of East Anglia)は、イングランド、ノーフォーク、ノリッジに本部を置く1963年に創立されたイギリスの国立大学。1994グループに加盟している。アート・人文科学、社会科学、科学、健康研究所の学部グループの中に23の学部があり、約320エーカー(東京ドーム約28個分)のキャンパスには、Sainsbury Centreと呼ばれる美術館も併設されている。10,000を超える学部生、3,000を超える大学院生が所属。2025年版のTHE世界大学ランキングで世界251–300位、QS World University Rankingsで世界332位 と評価されている。セインズベリー日本藝術研究所(Sainsbury Institute for Japanese Arts and Culture)との共同研究プログラムを開講しており、近年美術史研究にも注力している。ノーベル文学賞を受賞した、カズオ・イシグロの出身校(クリエイティブライティング専攻)。

## 組織
イースト・アングリア大学では、4つの学群（Faculty）の下に23学部（School）が配置されるという構成を取り、300種以上の課程を提供している。
Faculty of Arts and Humanities（人文科学学群）
・American Studies（アメリカ地域研究学部）・Art History and World Art Studies（芸術史・ワールドアート学部）・Film, Television and Media（映画・テレビ・メディア学部）・History（史学部）・Language and Communication Studies（言語・コミュニケーション学部）・Literature, Drama and Creative Writing（文学・演劇・文芸学部）・Music（音楽学部）・Philosophy（哲学学部）・Political, Social and International Studies（政治・社会・国際関係学部）・Interdisciplinary Japanese Studies（学際日本学部）
Faculty of Medicine and Health Sciences（医療・健康学群）
・Norwich Medical School（医学部）・Nursing Sciences（看護学部）
・Rehabilitation Sciences（リハビリテーション学部）
Faculty of Science（理学群）
・Actuarial Sciences（保険数理学部）・Biological Sciences（生命科学部）・Chemistry（化学部）・Computing Sciences（コンピューター学部）・Engineering（工学部）・Environmental Sciences（環境科学部）・Mathematics（数学部）・Natural Sciences（自然科学部）・Pharmacy（薬学部）
Faculty of Social Sciences（社会科学群）
・Economics（経済学部）・Education and Lifelong Learning（教育・生涯学習学部）・International Development（国際開発学部）・Norwich Law School（法学部）・Norwich Business School（ビジネス学部）・Psychology（心理学部）・Social Work（ソーシャルワーク学部）

## 大学への評価
2025年度版におけるイギリス国内におけるランキング評価は次の通りである。The Times and Sunday Timesにより33位、The Complete University Guideにより21位、The Guardianにより45位

## 主な卒業生
- トゥポウ6世
- デイヴィッド・アーモンド
- Valerie Amos, Baroness Amos - Leader of the House of Lords
- ジョン・ボイン - 作家
- Douglas Carswell - UKIP MP
- グリンダ・チャーダ
- トレイシー・シュヴァリエ - 作家
- Eduardo Costantini - Argentine billionaire
- ジャック・ダヴェンポート - 俳優
- ティム・ダン
- Anne Enright - 作家
- Caroline Flint - Labour MP
- ジェームズ・フレイン
- Sir Robert Fulton - Governor of Gibraltar and Commandant General Royal Marines
- カーライル・グリーン
- マイケル・ホートン - ノーベル生理学・医学賞受賞者
- カズオ・イシグロ - 作家
- ギャレス・マローン
- Rachael Maskell - Labour MP
- イアン・マキューアン - 作家
- ポール・ナース - 遺伝学者
- ジョン・リス＝デイヴィス - 俳優
- Rosalind Scott, Baroness Scott of Needham Market - Liberal Democrat peer
- W・G・ゼーバルト - 作家
- オッシュル・スカルプヘイジンソン - 外務大臣
- マット・スミス - 俳優
- Karin Smyth - Labour MP
- ポール・スチュワート (作家)
- Thomas Galbraith, 2nd Baron Strathclyde - Leader of the House of Lords
- マーティン・タイラー
- ポール・ホワイトハウス
- 大西健丞 - ピースウィンズジャパン代表
- 上田眞理砂 - 立命館大学 教授 (博士ー言語文化学）
- 小磯洋光  - 翻訳家

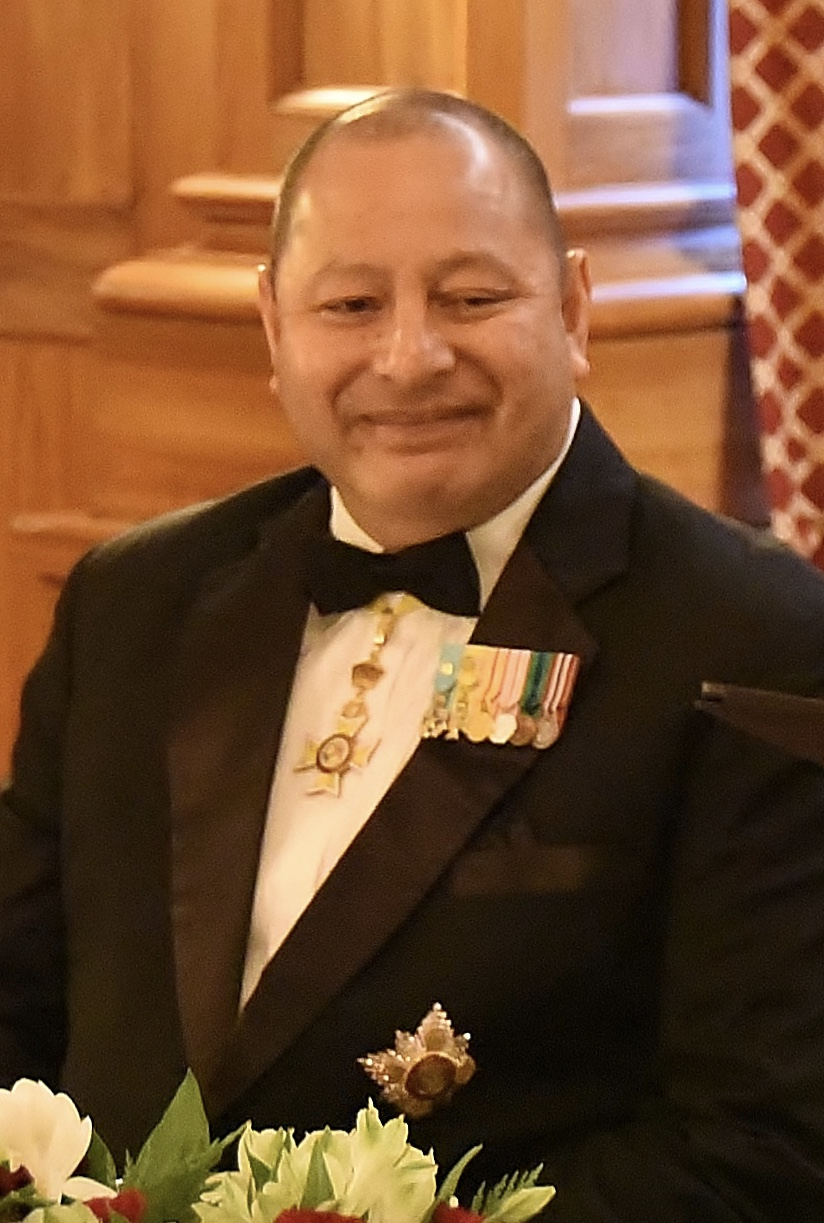
トゥポウ6世
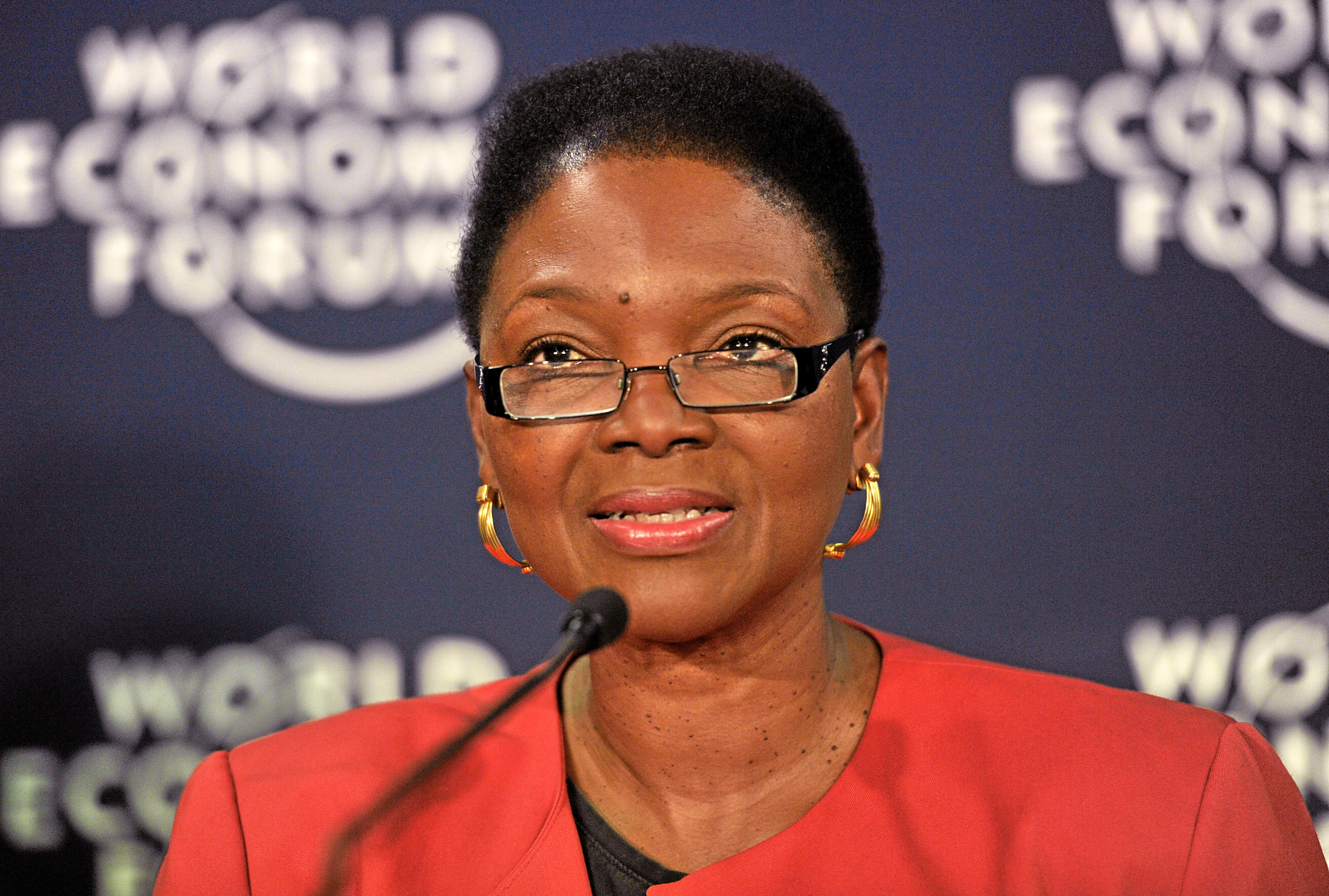
Baroness Amos
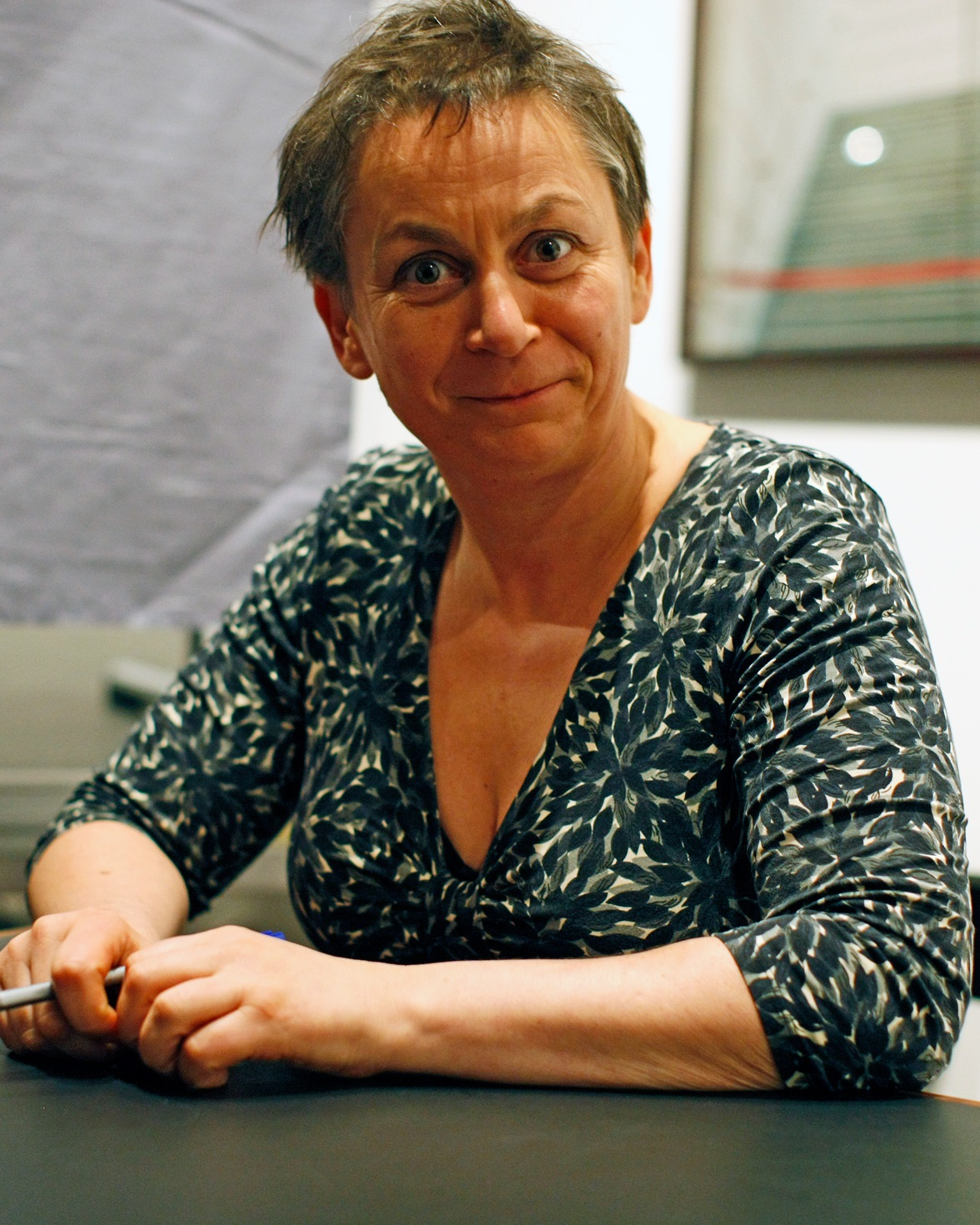
Anne Enright
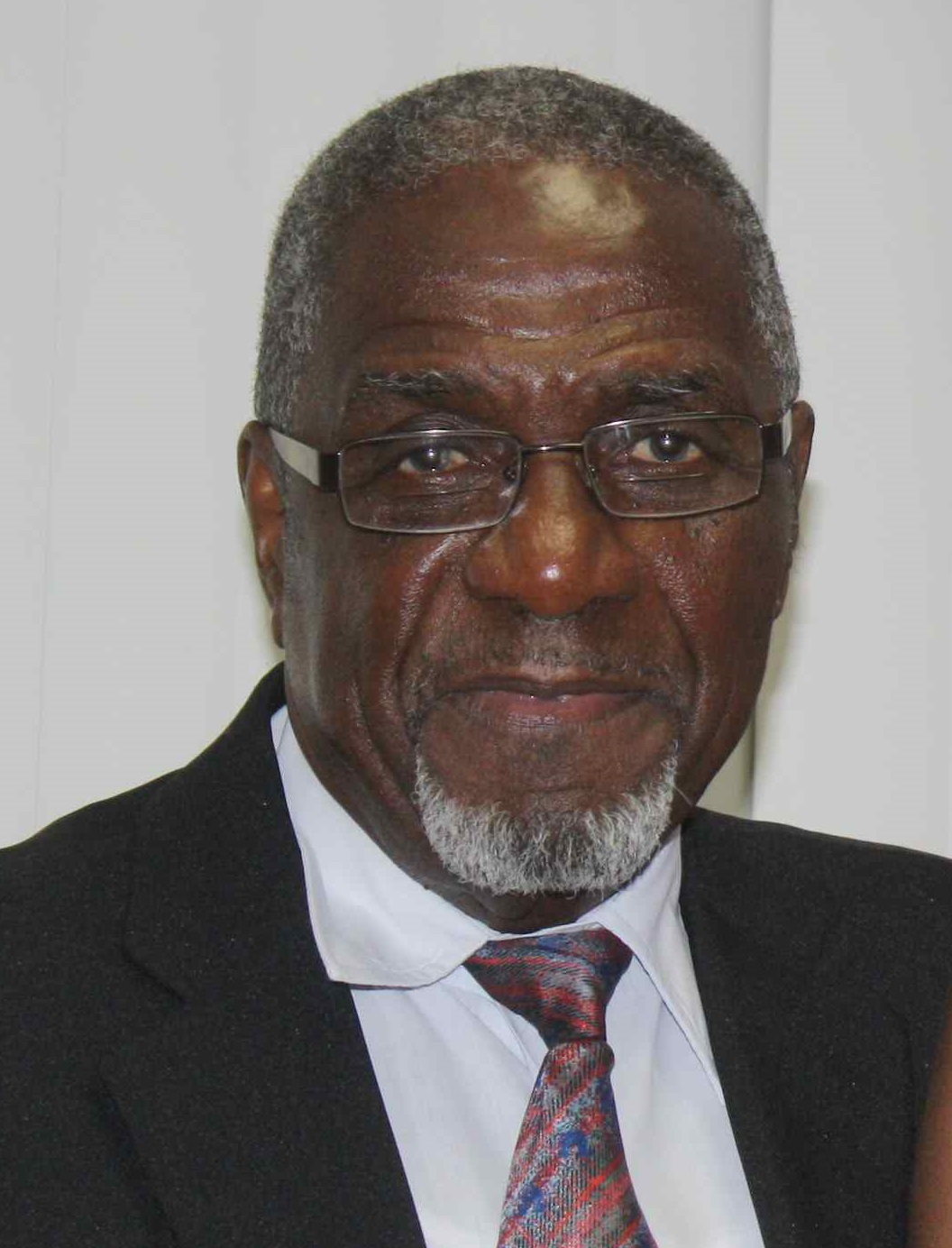
カーライル・グリーン
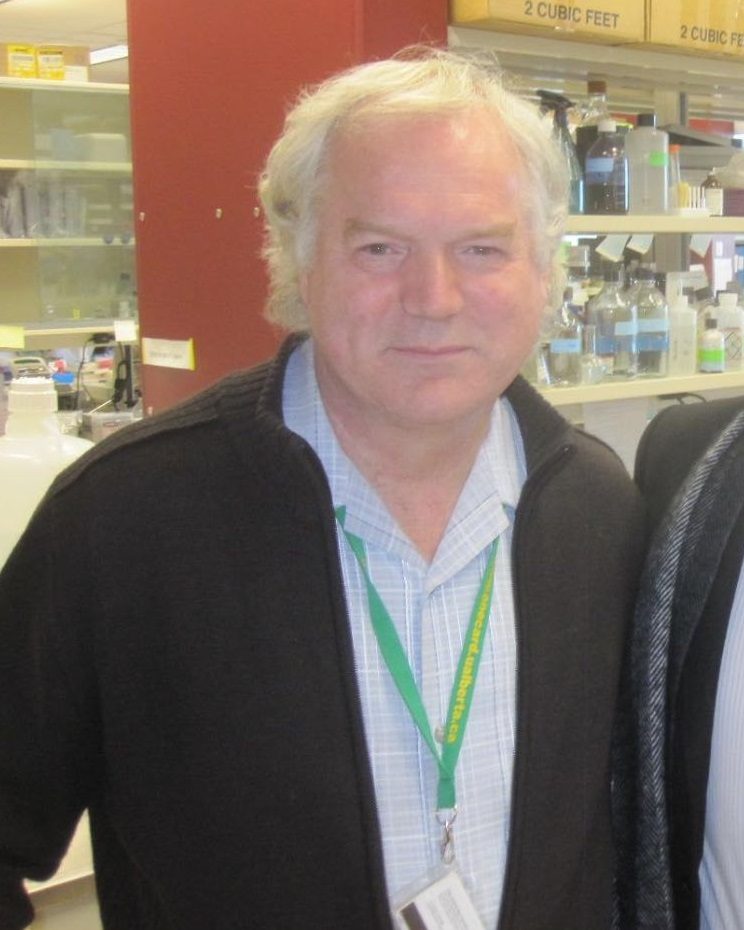
マイケル・ホートン
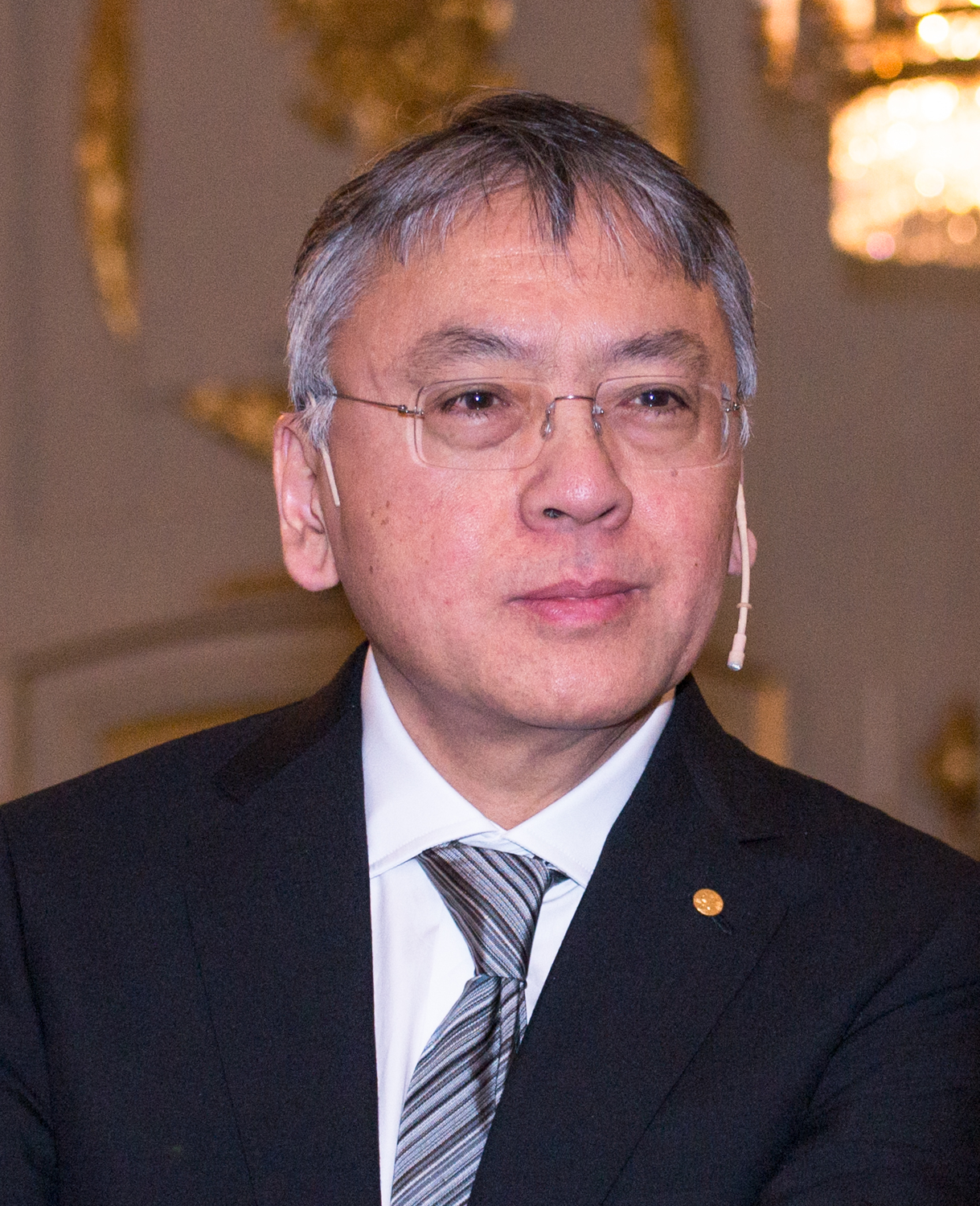
カズオ・イシグロ
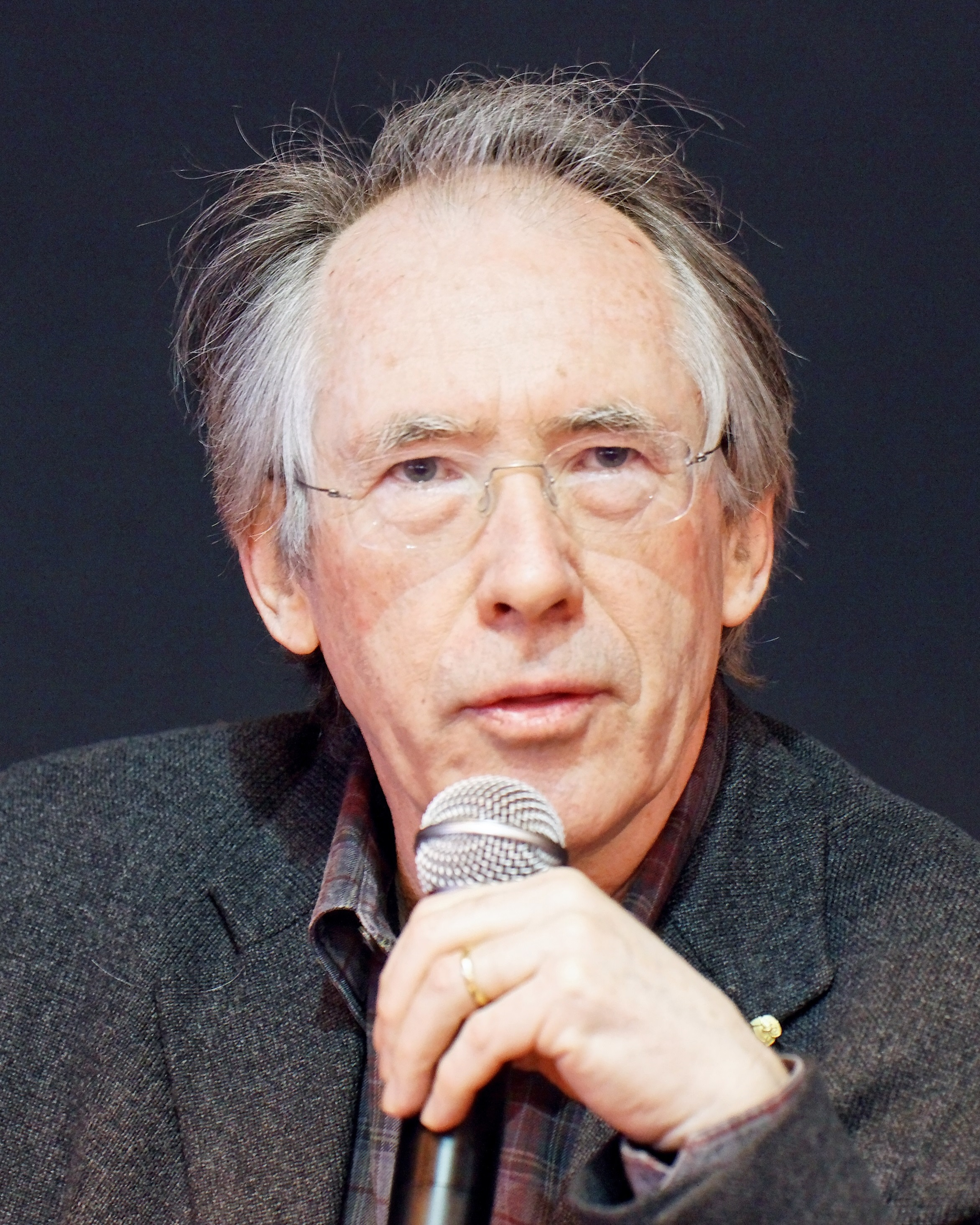
イアン・マキューアン
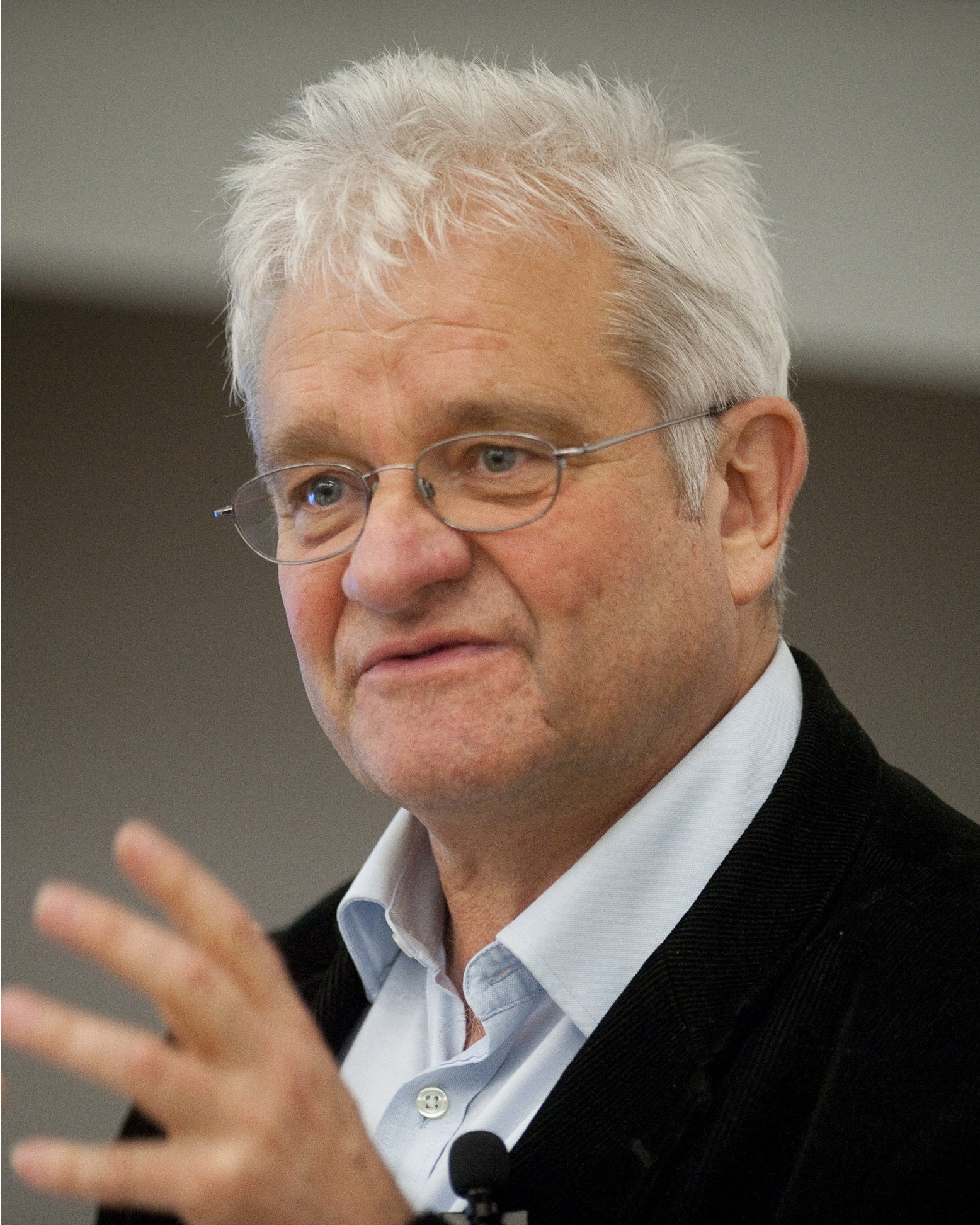
ポール・ナース
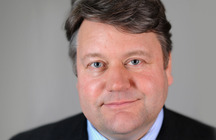
Lord Strathcylde